# Aaaba
Aaaba, rod kukaca iz porodice Buprestidae (krasnici) u redu kornjaša kojoj pripadaju dvije vrste koje žive uz istočnu obalu Australije. Pod ovim imenom klasificira ga C.L. Bellamy, 2002., a prvi puta opisuje ga H. Deyrolle, 1865. pod imenom Alcinous s vrstom Alcinous nodosus.

## Vrste
- Aaaba fossicollis, (Kerremans, 1903); Cisseis fossicollis Kerremans, 1903
- Aaaba nodosus, (Deyrolle, 1865); Alcinous nodosus Deyrolle, 1865; Alcinous minor Kerremans, 1898